# Raúl Gómez González
Raúl Gómez González (Capilla de Guadalupe, 17 febbraio 1954) è un arcivescovo cattolico messicano, dal 19 marzo 2022 arcivescovo metropolita di Toluca.

## Biografia
Raúl Gómez González è nato il 17 febbraio 1954 a Capilla de Guadalupe, nello stato di Jalisco, figlio di Andrés Gómez Barajas e Luz María González González.

### Formazione e ministero sacerdotale
Dopo aver iniziato gli studi nel seminario minore di Guadalajara è entrato successivamente nel seminario diocesano di San Juan de los Lagos per proseguirvi gli studi; è stato ordinato sacerdote il 23 aprile 1983 dal vescovo José Lopez Lara.
Dal 1984 al 1986 è stato inviato a Roma per completare la sua formazione in musica sacra e conseguendo la licenza in teologia morale presso l’Accademia Alfonsiana.
Ha ricoperto il ruolo di docente di teologia morale e di musica nel seminario diocesano.
Dal 14 maggio 2008 al gennaio 2010 è stato vicario generale della diocesi di San Juan de los Lagos.

### Ministero episcopale
Il 26 novembre 2009 papa Benedetto XVI lo ha nominato primo vescovo di Tenancingo.
Ha ricevuto l'ordinazione episcopale nella cattedrale di san Clemente di Tenancingo il 25 gennaio 2010 dalle mani del nunzio apostolico del Messico Christophe Louis Yves Georges Pierre, co-consacranti i cardinali Norberto Rivera Carrera e José Francisco Robles Ortega.
Il 12 maggio 2014 ha compiuto la visita ad limina.
Dal 2018 è responsabile della dimensione per la musica liturgica della Conferenza Episcopale Messicana.
Il 19 marzo 2022 papa Francesco lo ha promosso arcivescovo metropolita di Toluca, succedendo a mons. Francisco Javier Chavolla Ramos, dimessosi per raggiunti limiti d'età. Ha preso possesso dell'arcidiocesi il 19 maggio seguente.

## Genealogia episcopale
La genealogia episcopale è:
- Cardinale Scipione Rebiba
- Cardinale Giulio Antonio Santori
- Cardinale Girolamo Bernerio, O.P.
- Arcivescovo Galeazzo Sanvitale
- Cardinale Ludovico Ludovisi
- Cardinale Luigi Caetani
- Cardinale Ulderico Carpegna
- Cardinale Paluzzo Paluzzi Altieri degli Albertoni
- Papa Benedetto XIII
- Papa Benedetto XIV
- Papa Clemente XIII
- Cardinale Marcantonio Colonna
- Cardinale Giacinto Sigismondo Gerdil, B.
- Cardinale Giulio Maria della Somaglia
- Cardinale Carlo Odescalchi, S.I.
- Vescovo Eugène de Mazenod, O.M.I.
- Cardinale Joseph Hippolyte Guibert, O.M.I.
- Cardinale François-Marie-Benjamin Richard de la Vergne
- Cardinale Pietro Gasparri
- Cardinale Clemente Micara
- Cardinale Antonio Samorè
- Cardinale Angelo Sodano
- Cardinale Christophe Pierre
- Arcivescovo Raúl Gómez González